# Alemanha Oriental nos Jogos Olímpicos de Verão de 1976
A Alemanha Oriental competiu nos Jogos Olímpicos de Verão de 1976, realizados em Montreal, Canadá.